# Vitória de Santo Antão
Vitória de Santo Antão è un comune del Brasile nello Stato del Pernambuco, parte della Região Geográfica Intermediária do Recife
Dista 47 chilometri dalla capitale dello stato, Recife. È il decimo comune più popoloso dello stato di Pernambuco e il quarto più popoloso dell'interno dello stato di Pernambuco.